# Sankt Stephan
Sankt Stephan é uma comuna da Suíça, no Cantão Berna, com cerca de 1.337 habitantes. Estende-se por uma área de 60,91 km², de densidade populacional de 22 hab/km². Confina com as seguintes comunas: Adelboden, Diemtigen, Lenk im Simmental, Saanen, Zweisimmen.
A língua oficial nesta comuna é o Alemão.